# فرايبرغ أم نيكار
فرايبرغ أم نكار (بالألمانية: Freiberg am Neckar) هي مدينة، بلدة وبلدة ألمانية تقع في ألمانيا في Regierungsbezirk Stuttgart. يقدر عدد سكانها بـ 15,661 نسمة.

## المدن التوأمة
مدن Soisy-sous-Montmorency، Erzin، روسفاين و هي مدن توأمة لـفرايبرغ آن در نكا.

## أعلام
- إريك كمبكا